# Septoria orientalis
Septoria orientalis är en svampart som först beskrevs av Garb., och fick sitt nu gällande namn av Andrian. 1999. Septoria orientalis ingår i släktet Septoria och familjen Mycosphaerellaceae.   Inga underarter finns listade i Catalogue of Life.